# Oliver Kurtz
Oliver Kurtz (Keulen, 23 oktober 1971) is een hockeyer uit Duitsland. 
Kurtz werd met het Duitse elftal in 1992 olympisch kampioen tijdens de spelen van Barcelona door in de finale Australië met 2-1 te verslaan. Drie jaar later werd Kurtz Europees kampioen in Dublin.

## Erelijst
- 1992 –  Olympische Spelen in Barcelona
- 1995 -  Europees kampioenschap in Dublin

Andreas Becker · 
Christian Blunck · 
Carsten Fischer · 
Volker Fried  · 
Michael Hilgers · 
Andreas Keller · 
Michael Knauth · 
Oliver Kurtz · 
Christian Mayerhöfer · 
Sven Meinhardt · 
Michael Metz · 
Klaus Michler · 
Christopher Reitz · 
Stefan Saliger · 
Jan-Peter Tewes · 
Stefan Tewes · 
Coach: Paul Lissek